# خندف
خندف أو العرب الخندفية أو الإلياسية هي مجموعة كبيرة من القبائل العربية تعرف باسم مضر الحمراء، وتنتسب لإلياس بن مضر بن نزار بن معدّ بن عدنان. وبنو خندف عدة فروع أبرزها بنو تميم وكنانة وهذيل وبنو أسد التي انحدرت منها شعوب وقبائل كثيرة بالإضافة إلى فروع أصغر هي الرباب وقبيلة ضبة ومزينة وعضل وبني كعب في خزاعة وروي عن النبي محمد صلى الله عليه وسلم انه قال عن الياس بن مضر «لا تسبوا إلياس فإنه كان مؤمنا».

## نسبهم
ينتسب بنو خندف إلى أبيهم إلياس وهو:
- إلياس بن مضر بن نزار بن معد بن عدنان.

أبنائه ثلاثة وهم:
- مدركة
- طابخة
- قمعة

ومنهم تنحدر القبائل الخندفية. وقيل فيهم من الشعر:
وينقسمون الى التقسيم الاتي:

### بنو مدركةبن إلياس بن مضر ومنهم قبائل:
- كنانة ومن قبائلها بنو النضر بن كنانة وهم قريش وتنقسم إلى قريش وبني الدئل وبني ضمرة وبني ليث وبني بكر بن عبد مناة وبني حرام وبني شعبة وبني فراس وكنانة من جماجم العرب الكبرى.[3]
- هذيل وتنقسم إلى بني سعد وبني لحيان وبنو هرمة من كبار قبائل الحجاز ومن بطونهم بنو صاهلة وبنو سهم وبنو عمرو وبنو صبح وبنو لحيان وغيرهم.[3]
- بنو أسد وتنقسم إلى بني دودان وبني كاهل وبني قعين وبني ثعلبة كانت تسكن تهامة فانتقلت الى القصيم ولها امتداد للعراق.[3]
- بني الهون بن خزيمة ومنهم القارة التي منها عضل يسكنون مدينة الليث.[3]

### بنو طابخة بن إلياس بن مضر ومنهم قبائل:
- بنو تميم وتنقسم إلى بني حنظلة وبني سعد وبني عمرو وتميم من جماجم العرب الكبرى من قبائل نجد الكبيرة.[3]
- مزينة وهي معدودة في تميم أول عهدها وهي اليوم داخلة في قبيلة حرب
- قبيلة ضبة وهي معدودة في تميم وهم من جمرات العرب وجدهم ضبه بن اد ملك الحجاز
- قبائل الرباب وهم بنو عكل وبنو عدي وبنو تيم وبنو ثور وصارت معدودةً في تميم.
- بنو صوفة وكان فيهم الإفاضة بالناس في الحج قبل الإسلام

### بنو قمعة بن إلياس بن مضر ومنهم قبائل:
- قبيلة خزاعة من قبائل مكة حكموا مكة مئات السنين قبل الإسلام ولهم بقية جنوب مكة.[3]

## سبب التسمية
سميت قبائل خندف بهذا الاسم نسبة إلى أمهم خندف ليلى بنت حلوان بن عمران بن الحاف بن قضاعة وهي زوجة إلياس بن مضر وأنجبت له أبناءه الثلاث: مدركة وطابخة وقمعة.

## ديار قبائل خندف
تستوطن خندف تهامة والحجاز ونجد فمقر قبيلة كنانة هو تهامة ومقر قبيلة هذيل هو الحجاز وسرواتها ومقر قبيلة تميم هو نجد ومقر قبيلة أسد هو العراق وبعض أجزاء السعودية، وكانوا يعيشون بشكل رئيسي في تهامة وكانا بطنان عظيمان وهما بنو مدركة وبنو طابخة حتى وقعت بينهم معركة يوم تهامة الأول فخرجت قبائل طابخة الى نجد حتى أتى الإسلام ثم انتشرت قبائل خندف في الأقطار الإسلامية بعد الفتوحات الإسلامية. وعُرف عن قبائل خندف عظم قبائلها، وكثرة أفرادها، وشجاعة فرسانها، وشدة بأسها وكثره شعراؤها وفصاحة ألسنتها وصراحة أنسابها الى إسماعيل.

## خندف في الشعر
ذكر شعراء خندف اعتزازهم بقبيلة خندف كونها أعز قبيلة في العصرين الاموي والعباسي فيقول.
عمارة بن عقيل التميمي.
ويقول العجاج.
ويقول المليح بن الحكم.
وقال جرير.
وقال الفرزدق.
وغيرها الكثير من القصائد التي تغنت بمجد خندف.

## حلف خندف في القرون المتأخرة
احفاد خندف وهم قبيلة هذيل وقبيلة قريش وقبيلة كنانة وقبيلة بنو تميم وقبيلة القارة وهم أصل خندف دخل معهم قبائل ليست خندفية النسب مثل مطير والبقوم وثقيف وسليم وسبيع وغامد والسهول وذلك بسبب ما تتمتع به القبائل الخندفية بالنسب من قوه وتاريخ وسطوه فنشأ بعد ذلك حلف خندف الذي يجمع قبائل خندفية النسب مع قبائل غير خندفية النسب. ونشأ في مقابل حلف خندف حلف آخر هو حلف شبابة الذي ضم قبائل عتيبة وزهران وعنزة وبني حرب وبني الحارث وبني مالك.